# Néstor Beriain Long
Néstor Beriain Long (Coronel Suárez, Argentina; 1 de diciembre de 1949 —† Orlando, Florida; 8 de septiembre de 1993) fue un pintor naif argentino.
Completó sus estudios de ingeniería en la Universidad de Bahía Blanca. A principios de los años 70 se radicó en Buenos Aires y en 1979 en Miami (Estados Unidos), donde comenzó a desarrollar su carrera pictórica dentro de la corriente del arte naïf.
Durante la década de los ochenta, residió en París donde presentó con notable éxito varias muestras personales en la Galería Antoinette de la capital francesa, exclusivamente dedicada a la disciplina del llamado arte ingenuo.
Falleció en 1993 en Florida donde residía desde 1989.
En homenaje a su trayectoria desde el año 2007, su ciudad natal estableció en Premio Néstor Beriain Long en el Salón de Artes Plásticas de Coronel Suárez.